# الک کریک (کنتاکی)
الک کریک (به انگلیسی: Elk Creek) یک منطقهٔ مسکونی در ایالات متحده آمریکا است که در کنتاکی واقع شده‌است. الک کریک ۱٬۵۳۹ نفر جمعیت دارد و ۲۰۳٫۰ متر بالاتر از سطح دریا واقع شده‌است.